# Glasøyfjorden
Glasøyfjorden (også skrevet Gladsøyfjorden) er en fjord i Flatanger i Trøndelag fylke i Norge. Fjorden ligger på østsiden af Glasøya og går 3,5 kilometer mod syd til Risskogen og Årfjordstraumen som går videre til Årfjordbotnet. Fjorden har to smalle indløb, Nordstraumen i nord og Strømholmen i vest.
Straumneset ligger lige syd for Nordstraumen med gården Strøm på indersiden af næsset. 
Fylkesvej 766 krydser det vestlige indløb over en cirka 5 meter lang bro.